# Tathata

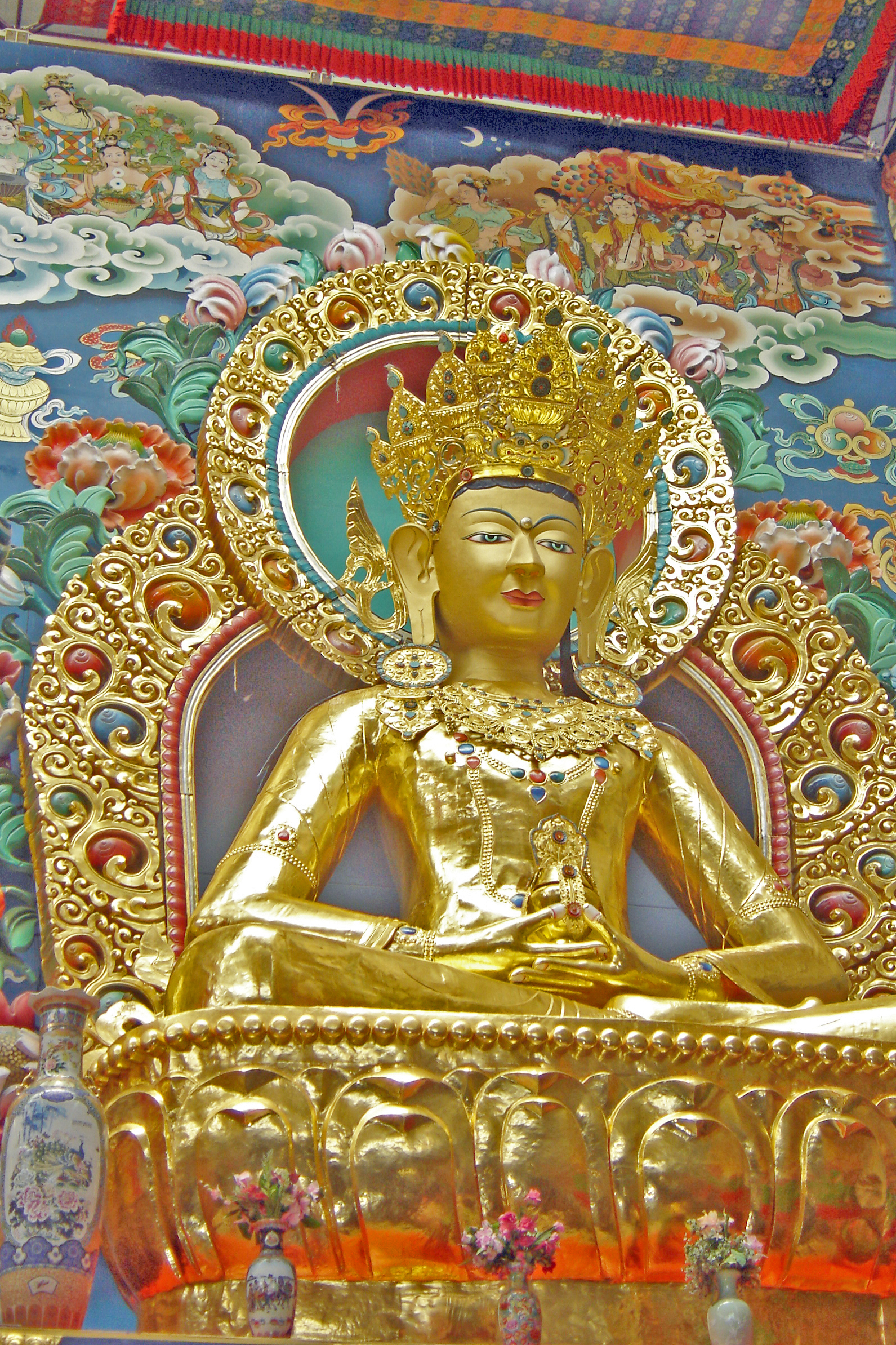
Budda

Tathata (skt. tathatā तथता) – takość – w buddyzmie istota bytu, jego głęboka natura. Za życia Budda mówił o sobie jako Tathagata, co może oznaczać zarówno „ten, kto się w ten sposób” lub „ten, który odszedł w ten sposób” i poprawnie można odczytać to jako „ten, który osiągnął takość”, ale niewyrażalne jest to w języku.